# Francesca Lechi
Francesca Lechi, detta Fannie (Brescia, 1773 – Brescia, 1806), è stata una rivoluzionaria, giacobina e patriota italiana.

## Biografia
Figlia del conte Faustino Lechi e della contessa Doralice Bielli, fu dapprima istruita nel collegio di Salò e, più tardi, in quello di Castiglione.
Con i fratelli Teodoro, Giuseppe, Angelo, Bernardino e Giacomo condivise gli ideali giacobini, partecipando all'epopea napoleonica fino alla sua morte prematura.
Fuggita di casa in giovane età, il 21 agosto 1793 sposò Francesco Ghirardi, avvocato della Repubblica veneta. Prese parte alla Rivoluzione di Brescia del 1797.
Ebbe una relazione con Gioacchino Murat, con il quale, inoltre, pare intrattenne un fitto epistolario. Trasferitasi con il marito a Milano ebbe modo di esercitarvi una propria influenza nell'ambiente politico.
A Milano conobbe Stendhal che la citò in una sua opera, la Vie de Napoléon, dove lo scrittore definisce gli occhi della Lechi i più belli di tutta Brescia:
(Da Vie de Napoléon di Stendhal)

## Ritratti
- Ritratto di Francesca Ghirardi Lechi opera di Andrea Appiani.[1][3]
- Ritratto di Francesca Ghirardi Lechi su medaglione in avorio, opera di Giovanni Battista Gigola, Metropolitan Museum of Arts, New York.[4]